# Кичкасс
Кичкасс — село в Переволоцком районе Оренбургской области. Административный центр Кичкасского сельсовета.

## Географическое положение
Расположено левом берегу реки Большой Уран, в 80 км к северо-западу от Оренбурга.

## Палеонтология
В окрестностях Кичкасса расположено важнейшее в европейской России местонахождение окаменелостей рыб пермского периода (верхний уржумский ярус). В ходе многолетних раскопок здесь обнаружены полные скелеты костных и хрящевых рыб, по которым описаны новые роды и даже отряды. Ископаемый материал рыб Кичкасса включает Varialepis bergi из монотипического семейства Varialepididae отряда Elonichthyiformes, Lapkodontia uranensis, Kichkassia furcodentis, Isadia suchonensis, Samarichthys luxus, палеонисков Platysomus biarmicus и Kargalichthys efremovi из семейства Platysomidae, а также Discordichthys spinifer и Mamulichthys ignotus из отряда Discordichthyiformes.
Помимо рыб в этих отложениях найдены древние растения, остракоды, конхостраки, двустворчатые моллюски и тетраподы.

## История
Немецкое меннонитское село Кичкас основано в 1901 году переселенцами из хортицких колоний. Названо по материнской колонии Эйнлаге (Кичкас). Меннитские общины Клубниково и Деевка. До революции входило в состав Кипчакской волости Оренбургского уезда Оренбургской губернии. После в составе Покровского и Новосергиевского районов. С 1934 по 1938 г. районный центр Кичкасского немецкого района. В 1924 году образовано Уранское меннонитское сельскохозяйственное общество, а в 1925 г. Уранское семенное и племенное товарищество. В 1932 году образован колхоз «Красный Кичкас», с 1950 года отделение колхоза им. Калинина, затем Тельмана.

## Население
| 1903 | 1917 | 1920 | 1926 | 1930 | 1976 | 2002 |
| ---- | ---- | ---- | ---- | ---- | ---- | ---- |
| 127  | ↗285 | ↘232 | ↘225 | ↗284 | ↗722 | ↗949 |
| 2010 |      |      |      |      |      |      |
| ↘900 |      |      |      |      |      |      |

Национальный состав
По данным Всероссийской переписи населения 2010 года:
| № | Национальность | Численность, чел. | Доля |
| - | -------------- | ----------------- | ---- |
| 1 | русские        | 548               | 61 % |
| 2 | татары         | 65                | 7 %  |
| 3 | немцы          | 31                | 3%   |
| 4 | башкиры        | 146               | 16%  |
| 5 | украинцы       | 38                | 4%   |
| 6 | казахи         | 10                | 1%   |
| 7 | узбеки         | 10                | 1 %  |
| 8 | прочие         | 52                | 7%   |